# 브로디 (우크라이나)

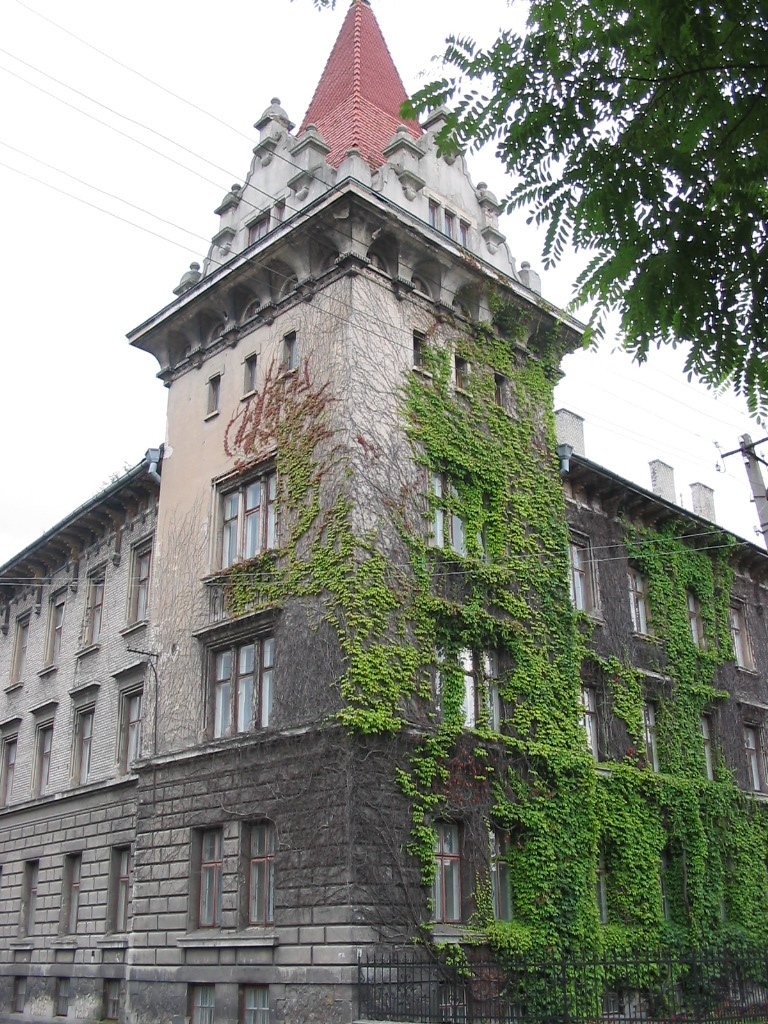
브로디

브로디(우크라이나어: Броди, 러시아어: Броды, 폴란드어: Brody)는 우크라이나 서부에 위치한 리비우주의 도시로 면적은 8.67km2, 인구는 23,713명(2016년 기준), 인구 밀도는 2,700명/km2이다. 리비우주의 주도인 리비우에서 북동쪽으로 90km 정도 떨어진 곳에 위치한다. 드루즈바 송유관, 오데사-브로디 송유관이 합류하는 도시이기도 하다.

## 역사
키예프 대공국의 지배를 받고 있던 1084년에 설립되었지만 1241년에 바투 칸이 이끄는 몽골 제국 군대의 침공으로 인해 파괴되었다. 1441년부터 폴란드의 귀족들이 소유한 영지가 되었고 1584년에는 마그데부르크법에 따른 도시 지위를 부여받았다.
1648년에는 흐멜니츠키 봉기를 계기로 보흐단 흐멜니츠키가 8주일 동안에 걸쳐 브로디 성을 점령했다. 1772년에는 제1차 폴란드 분할을 계기로 합스부르크 군주국에 편입되었고 1804년에는 오스트리아 제국의 지배를 받게 된다. 19세기부터는 유대인들의 무역 중심지가 되었지만 1881년 전후에 러시아 제국에서 일어난 박해를 피해 탈출한 러시아계 유대인들이 브로디로 이주했다. 1919년부터 폴란드의 지배를 받았고 1920년에 일어난 폴란드-소비에트 전쟁에서는 폴란드 군대와 러시아 군대 간의 대규모 전투가 벌어졌다.
1939년에 제2차 세계 대전이 발발하면서 소련 군대가 브로디를 점령했고 1941년 6월 26일부터 6월 30일까지 일어난 브로디 전투를 계기로 독일 군대가 브로디를 점령했다. 이 과정에서 브로디는 폐허가 되었고 브로디에 거주하던 유대인들이 살해당했다. 1944년 7월에는 소련 군대가 브로디를 탈환했고 1945년에 소련에 편입되었다. 2001년에는 브로디에 역사 민속학 박물관이 개관했다.

## 기후
| Brody (1981–2010)의 기후                | Brody (1981–2010)의 기후 | Brody (1981–2010)의 기후 | Brody (1981–2010)의 기후 | Brody (1981–2010)의 기후 | Brody (1981–2010)의 기후 | Brody (1981–2010)의 기후 | Brody (1981–2010)의 기후 | Brody (1981–2010)의 기후 | Brody (1981–2010)의 기후 | Brody (1981–2010)의 기후 | Brody (1981–2010)의 기후 | Brody (1981–2010)의 기후 | Brody (1981–2010)의 기후 |
| 월                                      | 1월                      | 2월                      | 3월                      | 4월                      | 5월                      | 6월                      | 7월                      | 8월                      | 9월                      | 10월                     | 11월                     | 12월                     | 연간                     |
| --------------------------------------- | ------------------------ | ------------------------ | ------------------------ | ------------------------ | ------------------------ | ------------------------ | ------------------------ | ------------------------ | ------------------------ | ------------------------ | ------------------------ | ------------------------ | ------------------------ |
| 일평균 최고 기온 °C (°F)                | 0.3 (32.5)               | 1.6 (34.9)               | 6.5 (43.7)               | 14.4 (57.9)              | 20.5 (68.9)              | 23.0 (73.4)              | 24.9 (76.8)              | 24.5 (76.1)              | 19.0 (66.2)              | 13.4 (56.1)              | 6.3 (43.3)               | 1.5 (34.7)               | 13.0 (55.4)              |
| 일일 평균 기온 °C (°F)                  | −2.5 (27.5)              | −2.0 (28.4)              | 2.1 (35.8)               | 8.5 (47.3)               | 14.3 (57.7)              | 17.1 (62.8)              | 18.8 (65.8)              | 18.1 (64.6)              | 13.3 (55.9)              | 8.5 (47.3)               | 2.9 (37.2)               | −1.4 (29.5)              | 8.1 (46.6)               |
| 일평균 최저 기온 °C (°F)                | −5.9 (21.4)              | −5.4 (22.3)              | −1.8 (28.8)              | 3.1 (37.6)               | 8.3 (46.9)               | 11.4 (52.5)              | 13.1 (55.6)              | 12.4 (54.3)              | 8.4 (47.1)               | 4.3 (39.7)               | −0.2 (31.6)              | −4.4 (24.1)              | 3.6 (38.5)               |
| 평균 강수량 mm (인치)                   | 32.8 (1.29)              | 39.7 (1.56)              | 39.7 (1.56)              | 46.6 (1.83)              | 75.5 (2.97)              | 90.2 (3.55)              | 104.7 (4.12)             | 70.0 (2.76)              | 67.5 (2.66)              | 45.2 (1.78)              | 41.1 (1.62)              | 42.0 (1.65)              | 695.0 (27.36)            |
| 평균 강수일수 (≥ 1.0 mm)                | 9.2                      | 10.2                     | 9.5                      | 8.5                      | 10.7                     | 11.8                     | 10.7                     | 8.7                      | 8.8                      | 8.3                      | 9.6                      | 10.7                     | 116.7                    |
| 평균 상대 습도 (%)                      | 80.9                     | 80.9                     | 76.7                     | 69.4                     | 69.4                     | 72.8                     | 74.2                     | 74.8                     | 78.7                     | 79.2                     | 82.7                     | 83.5                     | 76.9                     |
| 출처: World Meteorological Organization |                          |                          |                          |                          |                          |                          |                          |                          |                          |                          |                          |                          |                          |